# グレゴール・エルハルト
グレゴール・エルハルト（Gregor Erhart、1465年ころ生まれ、1540年没）は、ドイツの彫刻家である。南ドイツのアウクスブルクなどで働き、木彫や石彫の作品を制作した。ルーブル美術館に収蔵されている木彫像「マグダラのマリア」の作者として知られている。

## 略歴
南ドイツの帝国自由都市、ウルムで、彫刻家のミヒェル・エルハルト（c.1440/1445-1522）の息子に生まれた。兄弟に彫刻家のベルンハルト・エルハルト（Bernhard Erhart:生没年不詳）がいる。父親の工房で修行した後、1485年頃にはミュンヘン＝タルキルヘン（München-Thalkirchen ）の教会の仕事をした。1494年から経済的に繁栄していたアウクスブルクに移り、父親の弟子で1490年からアウクスブルクで働いていた彫刻家のアドルフ・ダウヘル（Adolf Dauher : c.1460/1465-1523/1525）と働き、1496年にギルドの親方の権利を取得し、その年、ダウヘルの娘と結婚した。アウクスブルクの教会の祭壇彫刻など多くの注文を受けた。
1531年に工房を息子のパウル・エルハルト（Paul Erhart）に譲った。1540年にアウクスブルクで亡くなった。
現在ルーブル美術館に収蔵されている着色木彫像「マグダラのマリア」は1515年にアウクスブルクのドミニコ修道会教会（Dominikanerkircheのために制作された。

## 作品

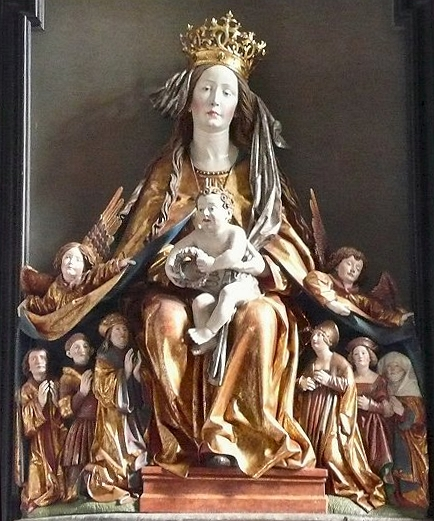
「慈悲の聖母」(c.1510) オーストリア、Wallfahrtskirche Frauenstein
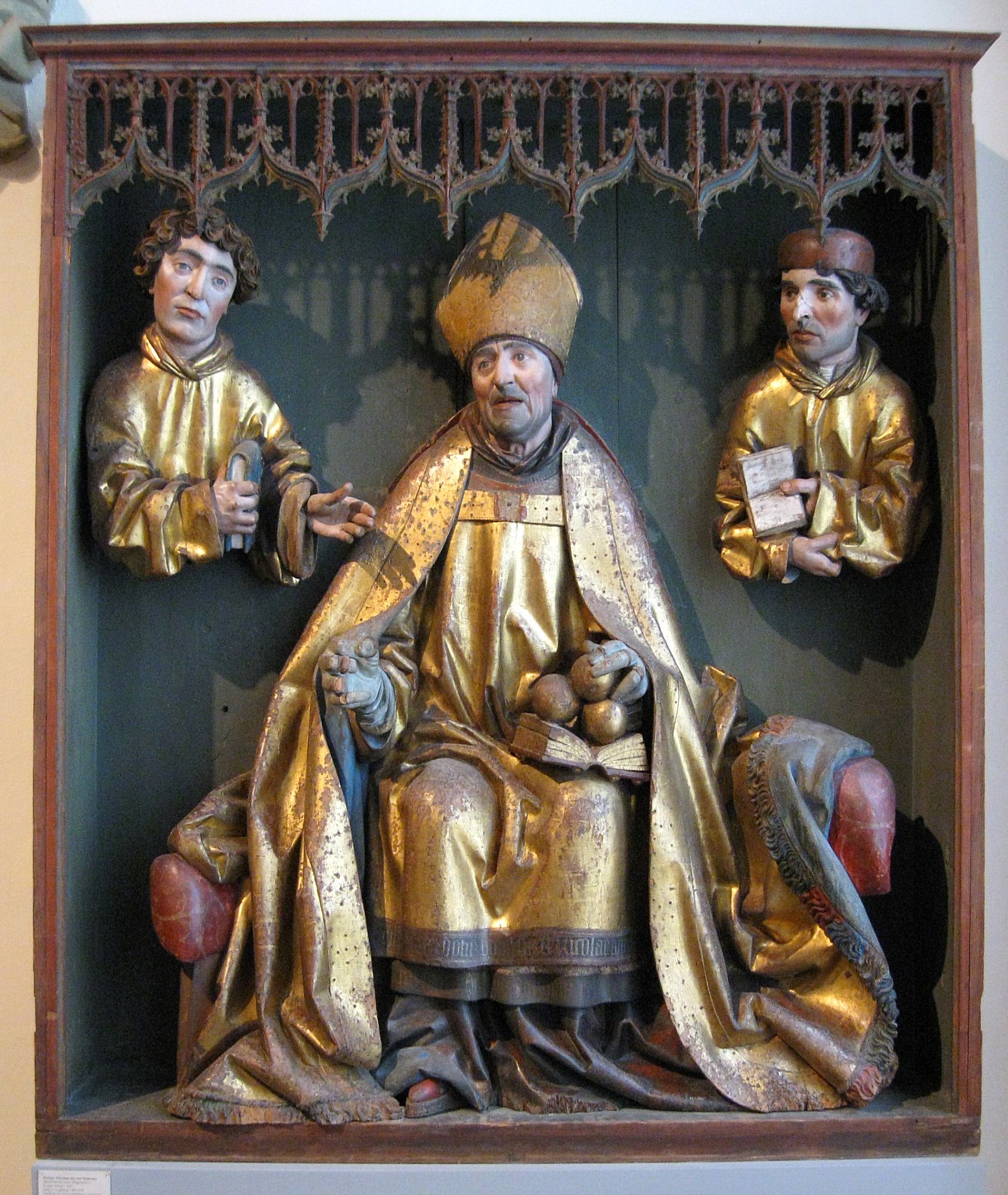
聖ニコラウスと二人の助祭の胸像 Bayerisches Nationalmuseum
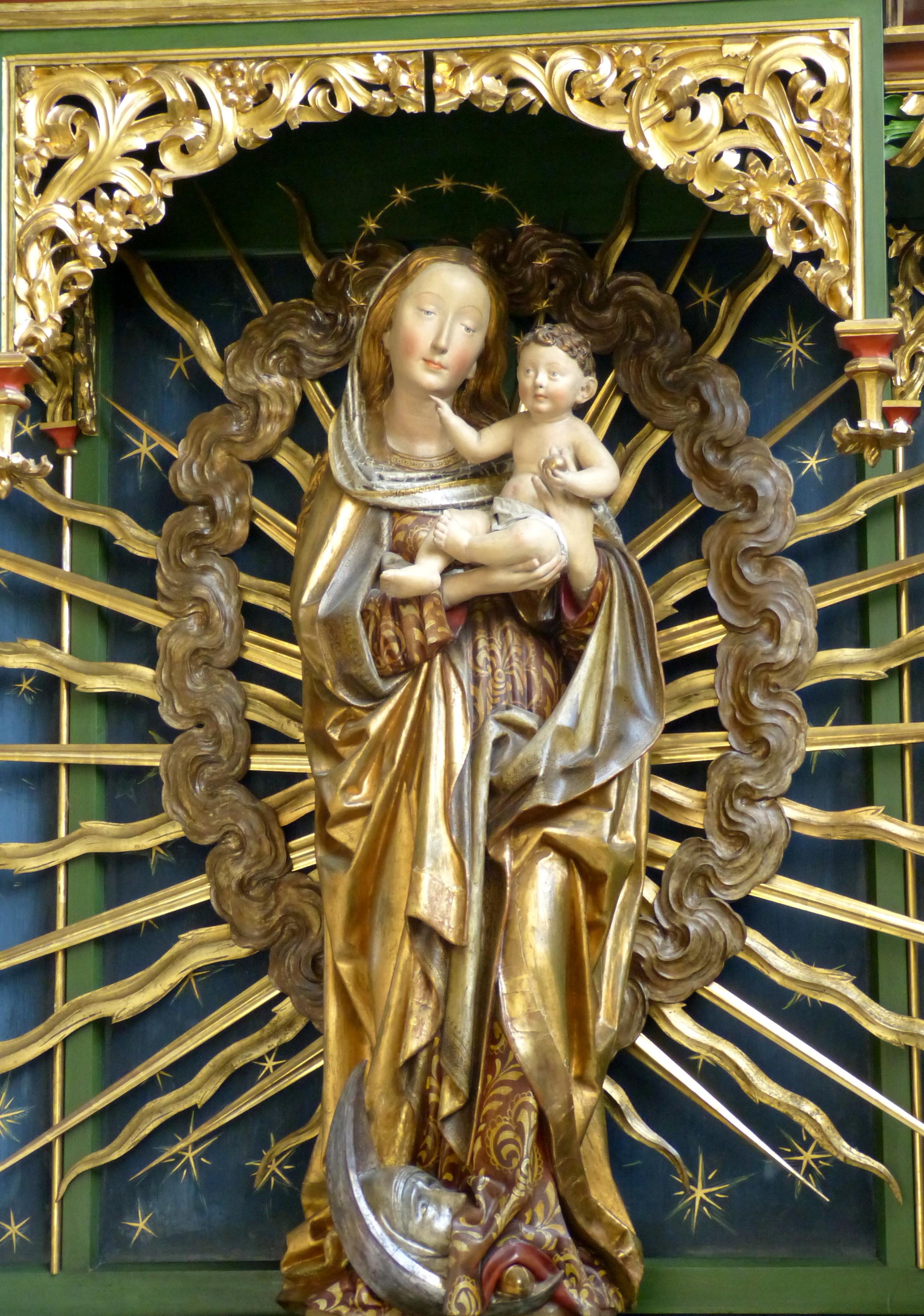
Überlingenの聖ニコラウス聖堂（Münster St.Nikolaus)の祭壇の聖母子